# Chiesa di San Zeno Vescovo (San Zeno di Montagna)
La chiesa di San Zeno Vescovo,  detta anche chiesa di San Zenone, è la parrocchiale di San Zeno di Montagna, in provincia e diocesi di Verona; fa parte del vicariato del Lago Veronese-Caprino.

## Storia

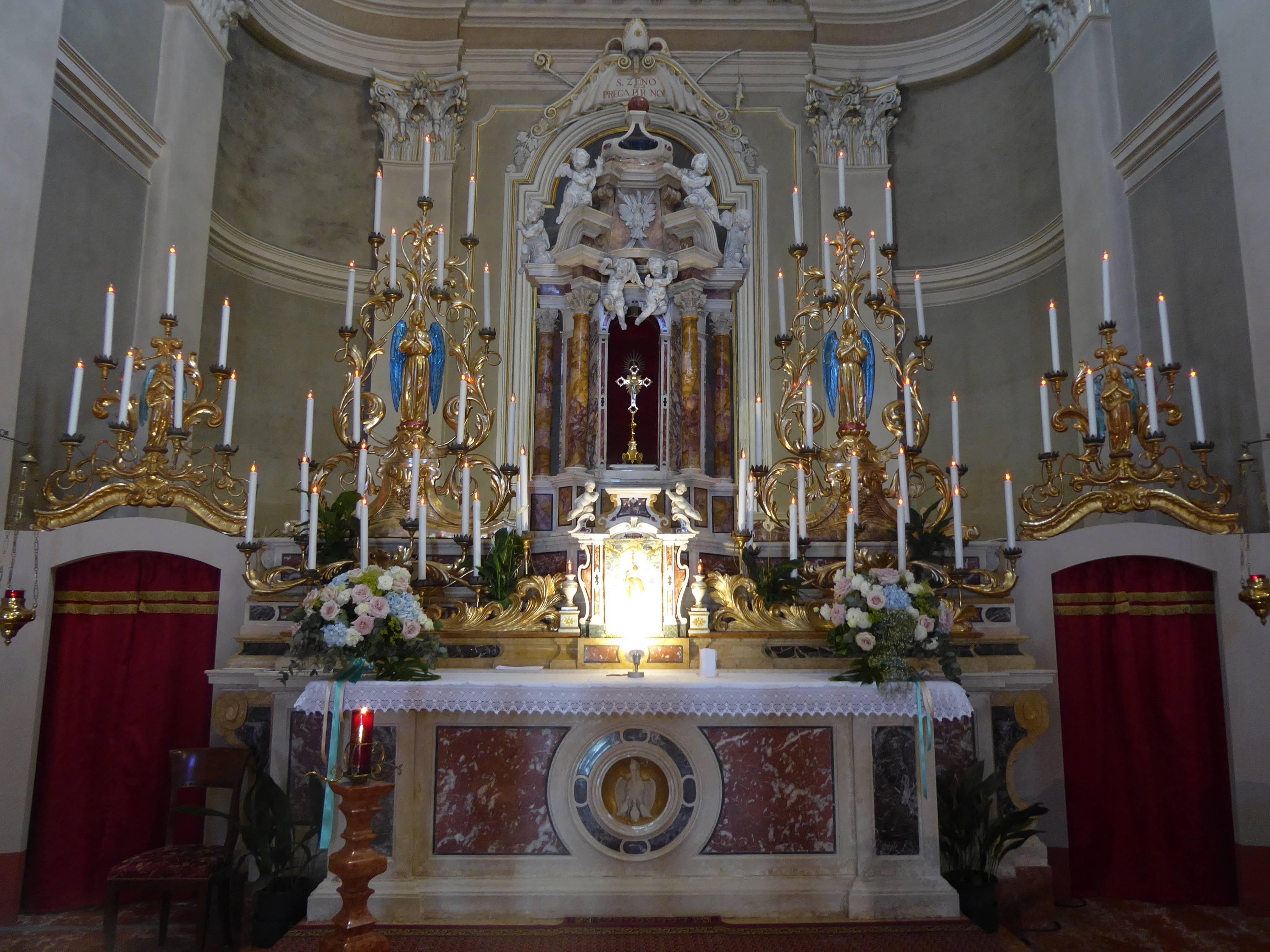
Altare maggiore

La primitiva chiesetta di San Zeno di Montagna sorse probabilmente tra i secoli XIV e XV; tale cappella era originariamente filiale della pieve di Garda.
Nel 1464 la chiesa è invece attestata come sede parrocchiale.
La prima pietra del nuovo edificio parrocchiale venne posta nel 1767; l'edificio, progettato da Alessandro Peduzzi, fu completato e consacrato nel 1787. Il campanile venne ultimato l'anno successivo.
La chiesa fu poi completamente restaurata nel 2000.

## Descrizione

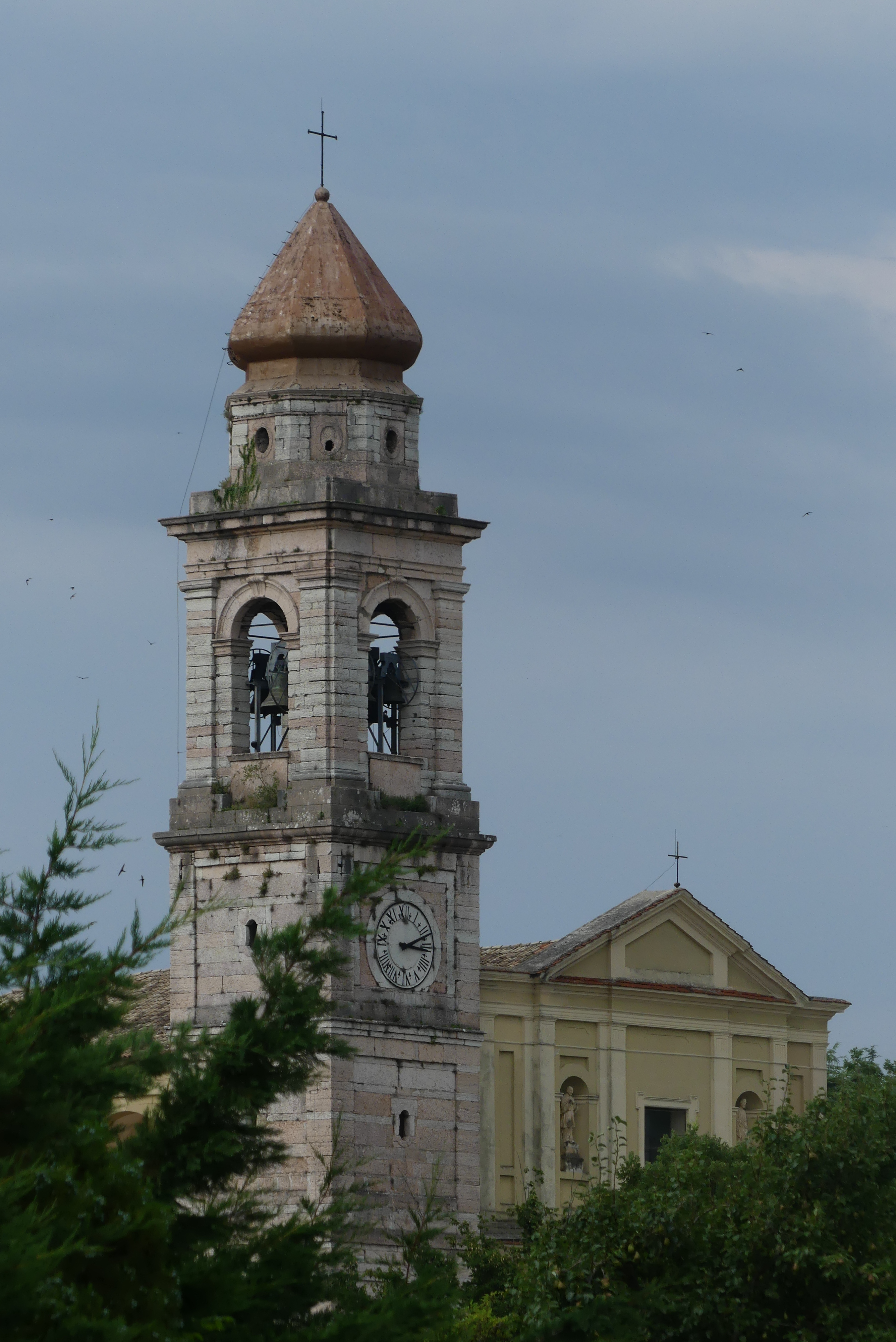
Il campanile

### Facciata
La facciata della chiesa guarda a occidente ed è a capanna. È divisa in due registri da una cornice marcapiano, entrambi scanditi da sei paraste; nell'ordine inferiore sono presenti il portale e due nicchie ospitanti altrettante statue, mentre in quello superiore una finestra centrale e altre due nicchie con statue, tra le quali quella del santo titolare opera di Francesco Filippini. A coronare il tutto vi è il timpano di forma triangolare.
Annesso alla parrocchiale è il campanile a pianta quadrata, la cui cella presenta su ogni lato una monofora ed è coronata dalla cupola a cipolla poggiante sul tamburo a base ottagonale.

### Interno

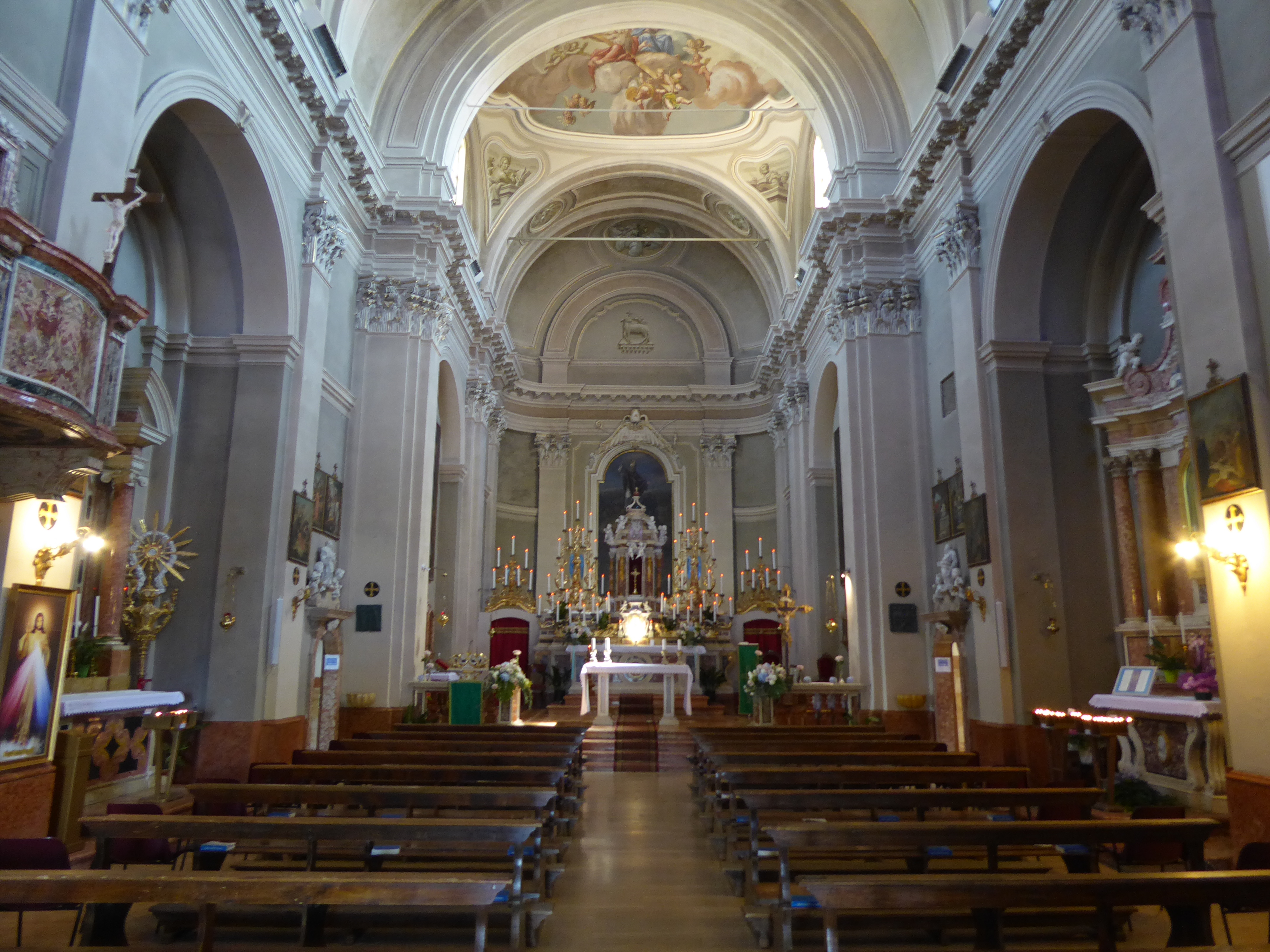
Interno

L'interno è a un'unica navata, coperta con volte a vela alternate con piccole volti a botte, sulla quale si aprono le quattro piccole cappellette laterali in cui sono inseriti gli altari di San Carlo Borromeo, del Sacro Cuore, della Sacra Famiglia e della Madonna della Cintura.
L'aula termina con il presbiterio di forma quadrangolare, a sua volta chiuso dell'abside semiellittica.
Opere di pregio qui conservate sono l'affresco raffigurante la Santissima Trinità e la pala ritraente San Zeno di Verona, eseguita da Pietro Nanin nel 1869.